# Silpha tristis
Silpha tristis é uma espécie de insetos coleópteros polífagos pertencente à família Silphidae.
A autoridade científica da espécie é Illiger, tendo sido descrita no ano de 1798.
Trata-se de uma espécie presente no território português.